# Heiligen-Geist-Kirche (Rostock)

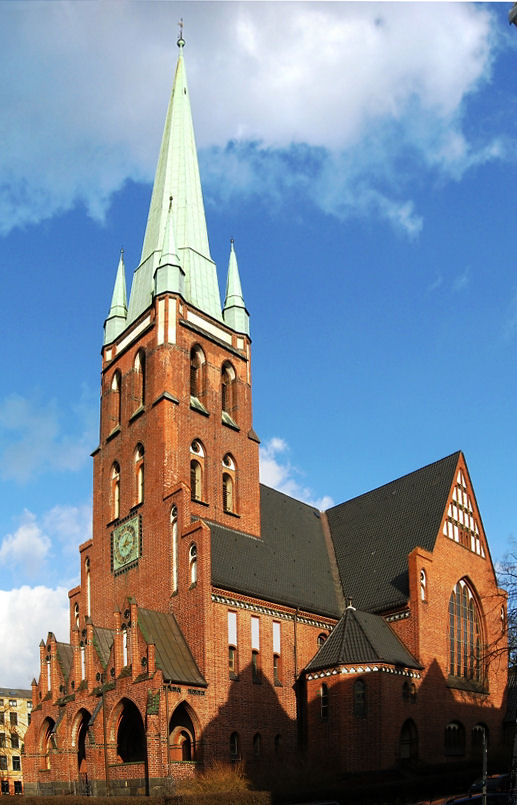
Ansicht von Süden

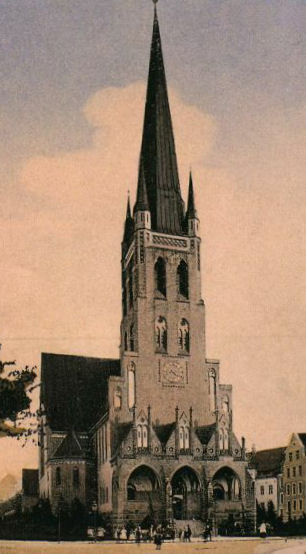
Historische Ansicht

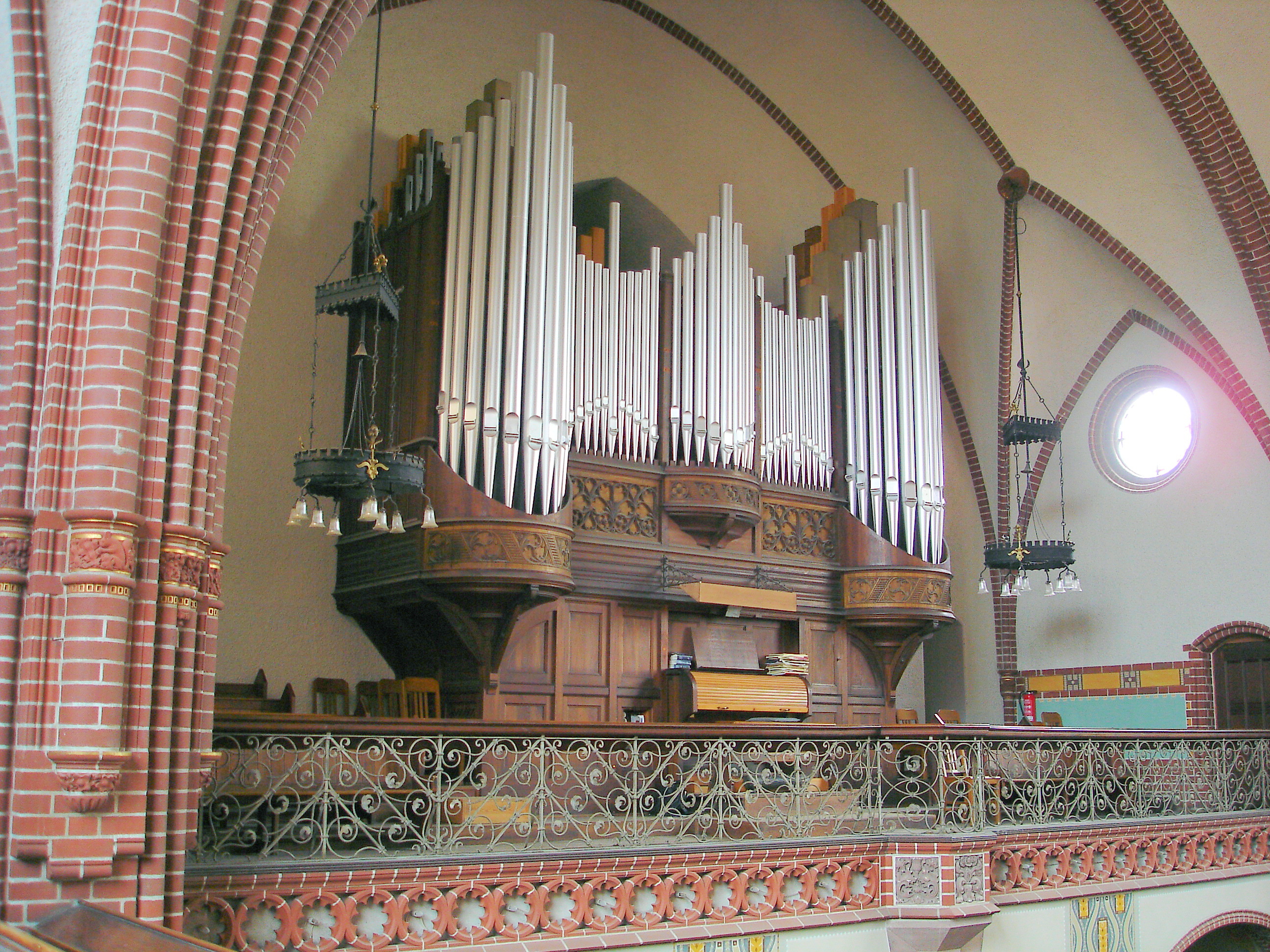
Walcker-Orgel

Die Heiligen-Geist-Kirche ist ein neogotisches Kirchgebäude in Rostock. Sie  wurde 1905–1908 an der Ecke Margaretenstraße / Borwinstraße in der Kröpeliner-Tor-Vorstadt erbaut und wird von der evangelisch-lutherischen Heiligen-Geist-Gemeinde genutzt, die zur Propstei Rostock im Kirchenkreis Mecklenburg der Evangelisch-Lutherischen Kirche in Norddeutschland gehört.

## Geschichte
Mit der baulichen Expansion der Stadt in Richtung Westen zum Ausgang des 19. Jahrhunderts nahm die Bevölkerung gerade in diesen Vorstädten zu. Da die Jakobikirche regelmäßig hoffnungslos überfüllt war, bestand die Notwendigkeit eines Kirchbaus. Nach langen, zermürbenden Verhandlungen der Mecklenburgischen Landeskirche mit den Rostocker Ratsherren, die hier Patronatpflichten besaßen, wurden erst im Jahr 1905 die Grenzen der Kirchgemeinden in Rostock der Bevölkerungsentwicklung angepasst und damit die Gründung einer neuen Gemeinde ermöglicht. Der Kirchbau war der erste Kirchneubau seit dem Mittelalter auf Kosten der Stadt und wurde von dem renommierten Architekten Johannes Vollmer im neogotischen Stil mit 1000 Sitzplätzen entworfen. Den Namen erhielt die Kirche nach ihrer Lage auf dem Heiligengeistfeld, das früher dem Heiligengeisthospital gehörte. Baubeginn für den 439.000 Mark teuren Neubau war im August 1905, und die Weihe erfolgte am 26. April 1908. Die Kirche ist in ihrem Grundriss als Kreuz angelegt, und ihr Turm hat eine Höhe von 70 Metern. Auf den Fundamenten aus schwedischem Granit stehen die Wände aus Backstein-Mauerwerk mit glasierten Steinen als Zierelementen.
Das Amt des Ersten Pfarrers bekleidete von 1905 bis 1923 Robert Pries (1852–1928). Während der Bauphase wurden die Gottesdienste der Gemeinde noch in der Jakobikirche abgehalten.

## Orgel
Die Orgel wurde 1908 von der Firma E. F. Walcker & Cie. in Ludwigsburg erbaut. Sie ist die größte Walcker-Orgel Mecklenburgs. Das Instrument hat pneumatische Trakturen und insgesamt 41 Register auf drei Manualen und Pedal. Es wurde zuletzt 1999–2001 durch Christian Scheffler restauriert.
| I Manual C–g3 |                  |     |
| 1.            | Principal        | 16′ |
| 2.            | Bordun           | 16′ |
| 3.            | Principal        | 08′ |
| 4.            | Hohlflöte        | 08′ |
| 5.            | Viola di Gamba 0 | 08′ |
| 6.            | Gemshorn         | 08′ |
| 7.            | Fernflöte        | 08′ |
| 8.            | Octave           | 04′ |
| 9.            | Rohrflöte        | 04′ |
| 10.           | Octave           | 02′ |
| 11.           | Cornett          | 08′ |
| 12.           | Mixtur II–IV     |     |
| 13.           | Trompete         | 08′ |

| II Manual C–g3 |                  |     |
| 14.            | Quintatön        | 16′ |
| 15.            | Principal        | 08′ |
| 16.            | Concertflöte     | 08′ |
| 17.            | Rohrflöte        | 08′ |
| 18.            | Salicional       | 08′ |
| 19.            | Octave           | 04′ |
| 20.            | Traversflöte     | 04′ |
| 21.            | Piccolo          | 02′ |
| 22.            | Rauschquinte II0 |     |
| 23.            | Clarinette       | 08′ |

| III Schwellwerk C–g3 |                   |     |
| 24.                  | Liebl. Gedackt    | 16′ |
| 25.                  | Geigenprincipal 0 | 08′ |
| 26.                  | Flauto dolce      | 08′ |
| 27.                  | Liebl. Gedackt    | 08′ |
| 28.                  | Aeoline           | 08′ |
| 29.                  | Vox coelestis     | 08′ |
| 30.                  | Flauto amabile    | 04′ |
| 31.                  | Flautino          | 02′ |
| 32.                  | Oboe              | 08′ |

| Pedal C–f1 |               |     |
| 33.        | Principal     | 16′ |
| 34.        | Violon        | 16′ |
| 35.        | Subbass       | 16′ |
| 36.        | Gedacktbass 0 | 16′ |
| 37.        | Octavbass     | 08′ |
| 38.        | Flötenbass    | 08′ |
| 39.        | Cello         | 08′ |
| 40.        | Gedacktbass   | 08′ |
| 41.        | Posaune       | 16′ |

- Koppeln:
  - Normalkoppeln: II/I, III/I, III/II, I/P, II/P, III/P
  - Superoktavkoppeln: I/I, III/I
  - Suboktavkoppel: III/II
- Spielhilfen: Feste Kombinationen (mf, f, tutti), 1 freie Kombination, Zungenabsteller, Crescendowalze

## Glocken
- Stahlglocken des Bochumer Vereins in der Schlagtonfolge: ais° - cis' - e'.

## Heute
Heute zählt die Gemeinde der Heiligen-Geist-Kirche mit über 2.250 Gemeindemitgliedern zu den bedeutenden Gemeinden Mecklenburgs, zumal sich unter ihnen viele Jugendliche und Studenten befinden. Neben den Gottesdiensten wird die Kirche auch für Konzerte verschiedener Musikrichtungen genutzt. Für die Gemeindearbeit wurde unter der Nordempore 2014 ein ca. 70 m2 großer Gemeinderaum durch eine Glasfront geschaffen, die zum Kirchraum geöffnet werden kann.
Am 28. November 2021 wurde von hier ein Radio-Gottesdienst übertragen.

## Belege
1. ↑  Gustav Willgeroth: Die Mecklenburg-Schwerinschen Pfarren seit dem dreißigjährigen Kriege. 3. Band, Selbstverlag, Wismar 1925, S. 1446–1447 (RosDok).
2. ↑  Festschrift zur Restaurierung der Walcker-Orgel, Umfassende Informationen über Geschichte und Disposition.
3. ↑  Kirche im NDR Abgerufen am 28. November 2021.

Koordinaten: 54° 5′ 19″ N, 12° 7′ 0″ O